# 航道

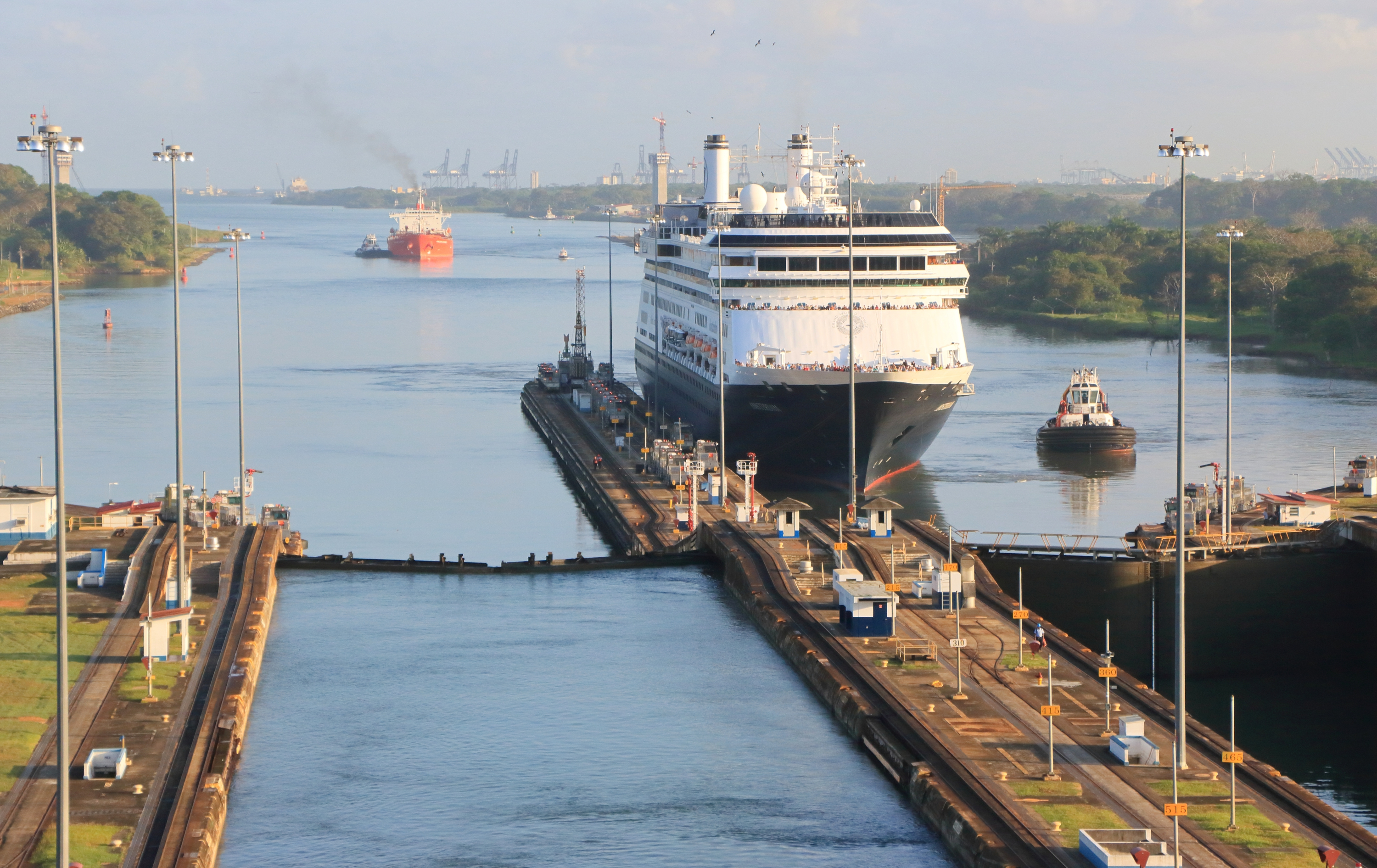
巴拿马运河是连接的太平洋和大西洋的重要航道

航道也称水路（waterway），是指任何可以让船舶频繁通航的水道，其具体的定义随语言和地区的改变而有所变化，但通常可分为海洋航道和河湖（内陆水体）航道。水路运输常用的固定航道则称为航线。穿越大洋的海上航线和深水港湾因为水够深，通常只需要考虑洋流和风浪对航行效率的影响；一些地峡因为没有适航的天然水道，需要修建人工渠化的运河（通常需要借用现有的河流、湖泊、潟湖等天然水体，并建造船闸来跨过水位差）才能建立航道；而水深不够的浅海区域则需要疏浚在海床里挖出加深的渠道才能建立航道。